# Hồ Orta
Hồ Orta (tiếng Ý: Lago d’Orta) là một hồ ở Bắc Ý về phía Tây của hồ Maggiore.
Tên này có từ thế kỷ thứ 16, trước đó nó được gọi là Lago di San Giulio, đặt tên theo thánh Julius, mà sống ở đây vào thế kỷ thứ 4, thánh bổn mạng của vùng này; còn Cusio chỉ là một tên trong văn chương. Phong cảnh hồ rất đặc trưng của nước Ý, trong khi đảo San Giulio island có vài tòa nhà rất thơ mộng.

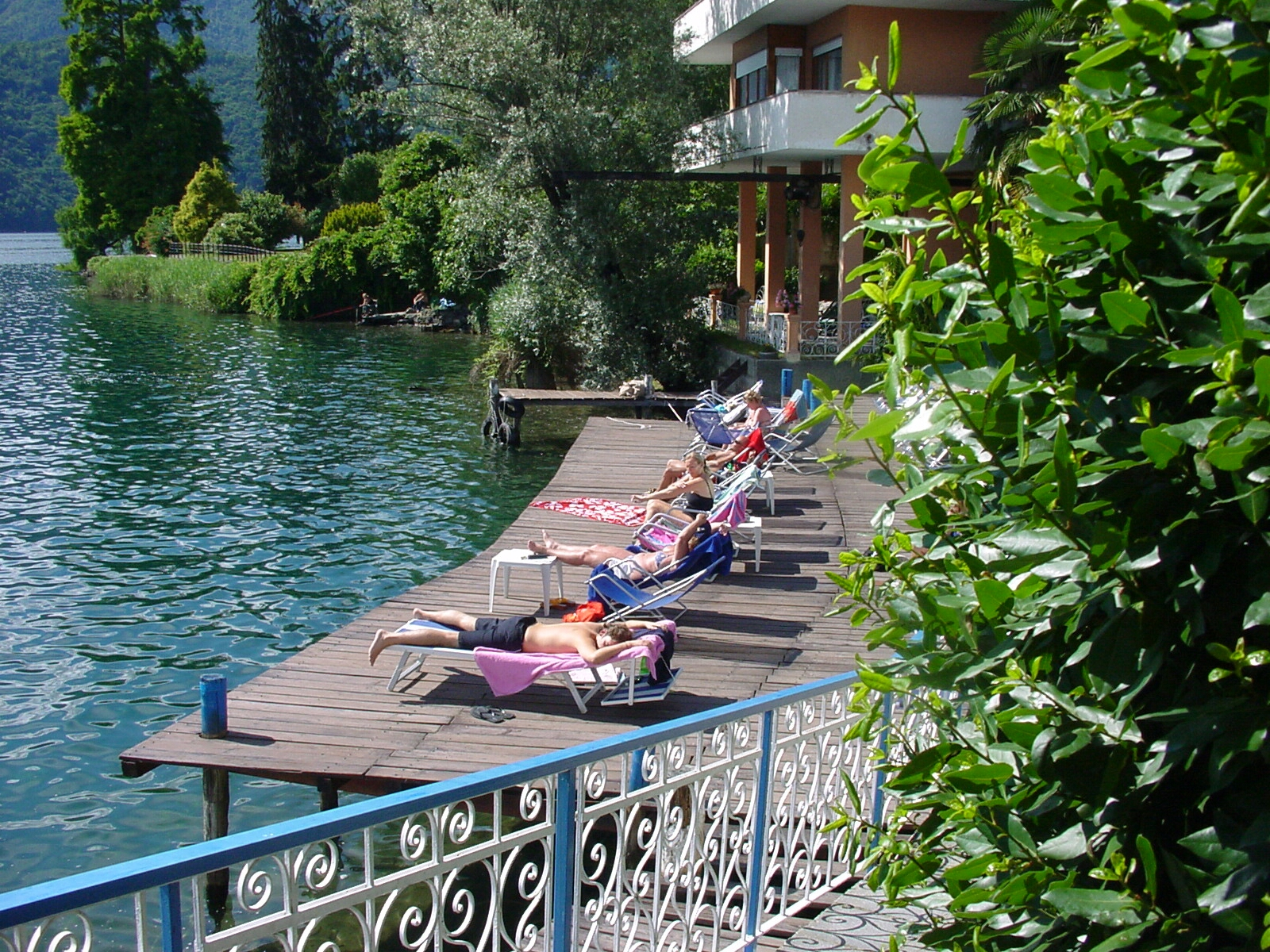
Lago di Orta nhìn từ Pettenasco